# Duane Jones
Duane Jones (ur. 30 kwietnia 1993 w Mountain Ash) – walijski zawodowy snookerzysta.

## Kariera

### Juniorska
Jones zaczął grać w snookera w wieku dwunastu lat. Zapisał się do lokalnego klubu snookera i zaczął grać przy pełnowymiarowych stołach, po tym jak zaimponowało mu, jak łatwo gra wyglądała w telewizji w wykonaniu Jimmy'ego White'a. Później został kapitanem reprezentacji Walii do lat 16 i najmłodszym graczem, który wygrał turniej w Aberdare Valley Snooker League.

### Amatorska
W sezonie 2010/11 Jones zaczął brać udział w turniejach Players Tour Championship, a także Q School i turniejach rankingowych jako zawodnik uzupełniający. Podczas Welsh Open w 2013 roku Jones pokonał byłego półfinalistę mistrzostw świata Andy’ego Hicksa w pierwszej rundzie kwalifikacji 4–3, a następnie w kolejnej rundzie uległ byłemu mistrzowi świata Neilowi Robertsonowi 4–3. Jones przegrał w ostatnim etapie Q School w 2013 (z Lee Spickiem ) i 2014 (z Chrisem Mellingiem), jednak te występy zapewniły mu szansę na udział w większej liczbie turniejów rankingowych. Najbardziej znaczącym jego osiągnięciem było zwycięstwo 5–2 nad jednym z szesnastu najlepszych zawodników Joe Perrym, po breakach 141, 137, 75 i 74, co pozwoliło mu zakwalifikować się do China Open 2014, gdzie w pierwszej rundzie przegrał 3–5 z Yu Delu.

### Profesjonalna
Jones odniósł sukces w Q School w 2015 r. i zdobył kartę wstępu na sezony 2015/16 i 2016/17, pokonując Zhao Xintonga 4–3 w swoim ostatnim meczu drugiego turnieju w decydującej partii. Jego pierwsze zwycięstwo jako profesjonalisty miało miejsce w pierwszej próbie, kiedy pokonał Sama Thistlewhite'a 5–1 w kwalifikacjach do Australian Goldfields Open 2015, a następnie uległ Samowi Bairdowi 1–5. Jones wygrał tylko jeden mecz w pozostałej części sezonu.
Zakwalifikował się do Indian Open 2016 po zwycięstwie 4–2 nad Yu Delu i minimalnie pokonał Liama Highfielda 4–3 w pierwszej rundzie, dzięki czemu po raz pierwszy dotarł do 1/32 turnieju rankingowego, w którym przegrał 1–4 z Peterem Ebdonem. W trzech z czterech turniejów Home Nations dotarł do drugiej rundy, ale za każdym razem odpadał. Zakończył rok poza pierwszą 64-tką, ale natychmiast odzyskał status profesjonalisty, zwyciężając w drugim wydarzeniu Q-School. Zwycięstwa nad Simonem Bedfordem, Peterem Delaneyem, Declanem Brennanem, Hao Hu i Alexem Daviesem zapewniły Jonesowi powrót do trasy na kolejne dwa sezony
Jones odzyskał kartę wstępu na tour, wygrywając turniej 1 w Q Tour Global Playoff 23/24.

## Występy w turniejach w karierze
| Ranking                     | [ i ]         | [ i ]         | [ i ]         | [ i ]         | [ i ]         | [ ii ]        | 118           | [ iii ]       | 79            | [ iv ]        | 88            | [ iii ]       | 75            | [ i ]         | [ ii ]        | 69            |               |               |               |               |               |               |               |               |               |               |               |               |               |               |               |               |
| Turnieje rankingowe         |               |               |               |               |               |               |               |               |               |               |               |               |               |               |               |               |               |               |               |               |               |               |               |               |               |               |               |               |               |               |               |               |
| Championship League         | nierankingowy | nierankingowy | nierankingowy | nierankingowy | nierankingowy | nierankingowy | nierankingowy | nierankingowy | nierankingowy | nierankingowy | RR            | RR            | RR            | RR            | RR            | RR            |               |               |               |               |               |               |               |               |               |               |               |               |               |               |               |               |
| Saudi Arabia Masters        | nie rozegrano | nie rozegrano | nie rozegrano | nie rozegrano | nie rozegrano | nie rozegrano | nie rozegrano | nie rozegrano | nie rozegrano | nie rozegrano | nie rozegrano | nie rozegrano | nie rozegrano | nie rozegrano | 3R            |               |               |               |               |               |               |               |               |               |               |               |               |               |               |               |               |               |
| Wuhan Open                  | nie rozegrano | nie rozegrano | nie rozegrano | nie rozegrano | nie rozegrano | nie rozegrano | nie rozegrano | nie rozegrano | nie rozegrano | nie rozegrano | nie rozegrano | nie rozegrano | nie rozegrano | A             | 3R            | LQ            |               |               |               |               |               |               |               |               |               |               |               |               |               |               |               |               |
| English Open                | nie rozegrano | nie rozegrano | nie rozegrano | nie rozegrano | nie rozegrano | nie rozegrano | 2R            | 1R            | 1R            | 1R            | 1R            | LQ            | LQ            | A             | LQ            |               |               |               |               |               |               |               |               |               |               |               |               |               |               |               |               |               |
| British Open                | nie rozegrano | nie rozegrano | nie rozegrano | nie rozegrano | nie rozegrano | nie rozegrano | nie rozegrano | nie rozegrano | nie rozegrano | nie rozegrano | nie rozegrano | 3R            | LQ            | A             | 1R            |               |               |               |               |               |               |               |               |               |               |               |               |               |               |               |               |               |
| Xi'an Grand Prix            | nie rozegrano | nie rozegrano | nie rozegrano | nie rozegrano | nie rozegrano | nie rozegrano | nie rozegrano | nie rozegrano | nie rozegrano | nie rozegrano | nie rozegrano | nie rozegrano | nie rozegrano | nie rozegrano | LQ            |               |               |               |               |               |               |               |               |               |               |               |               |               |               |               |               |               |
| Northern Ireland Open       | nie rozegrano | nie rozegrano | nie rozegrano | nie rozegrano | nie rozegrano | nie rozegrano | 2R            | 2R            | 1R            | 1R            | 1R            | 1R            | LQ            | LQ            | LQ            |               |               |               |               |               |               |               |               |               |               |               |               |               |               |               |               |               |
| International Championship  | nie rozegrano | nie rozegrano | A             | A             | A             | A             | LQ            | LQ            | LQ            | 1R            | nie rozegrano | nie rozegrano | nie rozegrano | A             | LQ            |               |               |               |               |               |               |               |               |               |               |               |               |               |               |               |               |               |
| UK Championship             | A             | A             | WD            | A             | A             | 1R            | 1R            | 1R            | 1R            | 1R            | 1R            | 1R            | LQ            | LQ            | LQ            |               |               |               |               |               |               |               |               |               |               |               |               |               |               |               |               |               |
| Shoot Out                   | nierankingowy | nierankingowy | nierankingowy | nierankingowy | nierankingowy | nierankingowy | 1R            | 2R            | 1R            | 1R            | 2R            | 3R            | 1R            | 3R            | 3R            |               |               |               |               |               |               |               |               |               |               |               |               |               |               |               |               |               |
| Scottish Open               | nie rozegrano | nie rozegrano | MR            | nie rozegrano | nie rozegrano | nie rozegrano | 2R            | 1R            | 1R            | 1R            | 1R            | 1R            | LQ            | LQ            | LQ            |               |               |               |               |               |               |               |               |               |               |               |               |               |               |               |               |               |
| German Masters              | A             | A             | A             | LQ            | LQ            | LQ            | LQ            | LQ            | SF            | LQ            | 1R            | LQ            | LQ            | A             | LQ            |               |               |               |               |               |               |               |               |               |               |               |               |               |               |               |               |               |
| World Grand Prix            | nie rozegrano | nie rozegrano | nie rozegrano | nie rozegrano | NR            | DNQ           | DNQ           | DNQ           | DNQ           | DNQ           | DNQ           | DNQ           | DNQ           | DNQ           | DNQ           |               |               |               |               |               |               |               |               |               |               |               |               |               |               |               |               |               |
| Players Championship        | DNQ           | DNQ           | DNQ           | DNQ           | DNQ           | DNQ           | DNQ           | DNQ           | DNQ           | DNQ           | DNQ           | DNQ           | DNQ           | DNQ           | DNQ           |               |               |               |               |               |               |               |               |               |               |               |               |               |               |               |               |               |
| Welsh Open                  | A             | A             | LQ            | 1R            | 1R            | 1R            | 1R            | 1R            | 3R            | 1R            | 1R            | LQ            | LQ            | 2R            | LQ            |               |               |               |               |               |               |               |               |               |               |               |               |               |               |               |               |               |
| World Open                  | A             | A             | LQ            | A             | nie rozegrano | nie rozegrano | 1R            | 1R            | LQ            | LQ            | nie rozegrano | nie rozegrano | nie rozegrano | A             | 2R            |               |               |               |               |               |               |               |               |               |               |               |               |               |               |               |               |               |
| Tour Championship           | nie rozegrano | nie rozegrano | nie rozegrano | nie rozegrano | nie rozegrano | nie rozegrano | nie rozegrano | nie rozegrano | DNQ           | DNQ           | DNQ           | DNQ           | DNQ           | DNQ           | DNQ           |               |               |               |               |               |               |               |               |               |               |               |               |               |               |               |               |               |
| World Championship          | A             | A             | A             | A             | A             | LQ            | LQ            | LQ            | LQ            | LQ            | LQ            | LQ            | LQ            | LQ            | LQ            |               |               |               |               |               |               |               |               |               |               |               |               |               |               |               |               |               |
| Dawne turnieje rankingowe   |               |               |               |               |               |               |               |               |               |               |               |               |               |               |               |               |               |               |               |               |               |               |               |               |               |               |               |               |               |               |               |               |
| Wuxi Classic                | nierankingowy | nierankingowy | LQ            | A             | A             | nie rozegrano | nie rozegrano | nie rozegrano | nie rozegrano | nie rozegrano | nie rozegrano | nie rozegrano | nie rozegrano | nie rozegrano | nie rozegrano | nie rozegrano | nie rozegrano | nie rozegrano | nie rozegrano | nie rozegrano | nie rozegrano | nie rozegrano | nie rozegrano | nie rozegrano | nie rozegrano |               |               |               |               |               |               |               |
| Australian Goldfields Open  | NH            | A             | LQ            | A             | A             | LQ            | nie rozegrano | nie rozegrano | nie rozegrano | nie rozegrano | nie rozegrano | nie rozegrano | nie rozegrano | nie rozegrano | nie rozegrano | nie rozegrano | nie rozegrano | nie rozegrano | nie rozegrano | nie rozegrano | nie rozegrano | nie rozegrano | nie rozegrano | nie rozegrano | nie rozegrano | nie rozegrano |               |               |               |               |               |               |
| Shanghai Masters            | A             | A             | A             | LQ            | A             | LQ            | LQ            | LQ            | nierankingowy | nierankingowy | nie rozegrano | nie rozegrano | nie rozegrano | nierankingowy | nierankingowy | nierankingowy |               |               |               |               |               |               |               |               |               |               |               |               |               |               |               |               |
| Indian Open                 | nie rozegrano | nie rozegrano | nie rozegrano | A             | A             | NH            | 2R            | 1R            | 1R            | nie rozegrano | nie rozegrano | nie rozegrano | nie rozegrano | nie rozegrano | nie rozegrano | nie rozegrano | nie rozegrano | nie rozegrano | nie rozegrano | nie rozegrano | nie rozegrano | nie rozegrano | nie rozegrano | nie rozegrano | nie rozegrano | nie rozegrano | nie rozegrano | nie rozegrano | nie rozegrano |               |               |               |
| China Open                  | A             | A             | A             | 1R            | A             | A             | LQ            | 2R            | LQ            | nie rozegrano | nie rozegrano | nie rozegrano | nie rozegrano | nie rozegrano | nie rozegrano | nie rozegrano | nie rozegrano | nie rozegrano | nie rozegrano | nie rozegrano | nie rozegrano | nie rozegrano | nie rozegrano | nie rozegrano | nie rozegrano | nie rozegrano | nie rozegrano | nie rozegrano | nie rozegrano |               |               |               |
| Riga Masters                | nie rozegrano | nie rozegrano | nie rozegrano | nie rozegrano | Minor-Rank    | Minor-Rank    | LQ            | LQ            | LQ            | WD            | nie rozegrano | nie rozegrano | nie rozegrano | nie rozegrano | nie rozegrano | nie rozegrano | nie rozegrano | nie rozegrano | nie rozegrano | nie rozegrano | nie rozegrano | nie rozegrano | nie rozegrano | nie rozegrano | nie rozegrano | nie rozegrano | nie rozegrano | nie rozegrano | nie rozegrano | nie rozegrano |               |               |
| China Championship          | nie rozegrano | nie rozegrano | nie rozegrano | nie rozegrano | nie rozegrano | nie rozegrano | NR            | LQ            | LQ            | LQ            | nie rozegrano | nie rozegrano | nie rozegrano | nie rozegrano | nie rozegrano | nie rozegrano | nie rozegrano | nie rozegrano | nie rozegrano | nie rozegrano | nie rozegrano | nie rozegrano | nie rozegrano | nie rozegrano | nie rozegrano | nie rozegrano | nie rozegrano | nie rozegrano | nie rozegrano | nie rozegrano |               |               |
| WST Pro Series              | nie rozegrano | nie rozegrano | nie rozegrano | nie rozegrano | nie rozegrano | nie rozegrano | nie rozegrano | nie rozegrano | nie rozegrano | nie rozegrano | RR            | nie rozegrano | nie rozegrano | nie rozegrano | nie rozegrano | nie rozegrano | nie rozegrano | nie rozegrano | nie rozegrano | nie rozegrano | nie rozegrano | nie rozegrano | nie rozegrano | nie rozegrano | nie rozegrano | nie rozegrano | nie rozegrano | nie rozegrano | nie rozegrano | nie rozegrano | nie rozegrano |               |
| Turkish Masters             | nie rozegrano | nie rozegrano | nie rozegrano | nie rozegrano | nie rozegrano | nie rozegrano | nie rozegrano | nie rozegrano | nie rozegrano | nie rozegrano | nie rozegrano | LQ            | nie rozegrano | nie rozegrano | nie rozegrano | nie rozegrano | nie rozegrano | nie rozegrano | nie rozegrano | nie rozegrano | nie rozegrano | nie rozegrano | nie rozegrano | nie rozegrano | nie rozegrano | nie rozegrano | nie rozegrano | nie rozegrano | nie rozegrano | nie rozegrano | nie rozegrano | nie rozegrano |
| Gibraltar Open              | nie rozegrano | nie rozegrano | nie rozegrano | nie rozegrano | nie rozegrano | MR            | 2R            | 1R            | 1R            | 2R            | 1R            | 2R            | nie rozegrano | nie rozegrano | nie rozegrano | nie rozegrano | nie rozegrano | nie rozegrano | nie rozegrano | nie rozegrano | nie rozegrano | nie rozegrano | nie rozegrano | nie rozegrano | nie rozegrano | nie rozegrano | nie rozegrano | nie rozegrano | nie rozegrano | nie rozegrano | nie rozegrano | nie rozegrano |
| WST Classic                 | nie rozegrano | nie rozegrano | nie rozegrano | nie rozegrano | nie rozegrano | nie rozegrano | nie rozegrano | nie rozegrano | nie rozegrano | nie rozegrano | nie rozegrano | nie rozegrano | 1R            | nie rozegrano | nie rozegrano | nie rozegrano |               |               |               |               |               |               |               |               |               |               |               |               |               |               |               |               |
| European Masters            | nie rozegrano | nie rozegrano | nie rozegrano | nie rozegrano | nie rozegrano | nie rozegrano | LQ            | LQ            | 1R            | LQ            | 3R            | 1R            | LQ            | 3R            | nie rozegrano | nie rozegrano |               |               |               |               |               |               |               |               |               |               |               |               |               |               |               |               |
| Dawne turnieje nierankigowe |               |               |               |               |               |               |               |               |               |               |               |               |               |               |               |               |               |               |               |               |               |               |               |               |               |               |               |               |               |               |               |               |
| Six-red World Championship  | A             | NH            | A             | A             | A             | A             | A             | A             | A             | A             | nie rozegrano | nie rozegrano | LQ            | nie rozegrano | nie rozegrano | nie rozegrano |               |               |               |               |               |               |               |               |               |               |               |               |               |               |               |               |

1. 1 2 3 4 5 6  Był amatorem.
2. 1 2  Nowi gracze w Tourze nie mają rankingu.
3. 1 2  Gracze, którzy zakwalifikowali się z Q School zaczynają sezon bez punktów rankingowych.
4. ↑  Gracze, którzy zakwalifikowali się z jednorocznego rankingu zaczynają sezon bez punktów rankingowych.

| Legenda tabeli wyników              | Legenda tabeli wyników       | Legenda tabeli wyników                     | Legenda tabeli wyników                                                              | Legenda tabeli wyników                     | Legenda tabeli wyników                     |
| ----------------------------------- | ---------------------------- | ------------------------------------------ | ----------------------------------------------------------------------------------- | ------------------------------------------ | ------------------------------------------ |
| LQ                                  | odpadnięcie w kwalifikacjach | #R                                         | odpadnięcie we wczesnej fazie turnieju (WR = runda dzikich kart, RR = faza grupowa) | QF                                         | przegrana w ćwierćfinale                   |
| SF                                  | przegrana w półfinale        | F                                          | przegrana w finale                                                                  | W                                          | zwycięstwo                                 |
| DNQ                                 | nie zakwalifikował/a się     | A                                          | nie brał/a udziału                                                                  | WD                                         | zrezygnował/a w trakcie turnieju           |
| Legenda oznaczeń w tabelach wyników |                              |                                            |                                                                                     |                                            |                                            |
| NH / Nie roz.                       | NH / Nie roz.                | Turniej nie odbył się.                     | Turniej nie odbył się.                                                              | Turniej nie odbył się.                     | Turniej nie odbył się.                     |
| NR / Nie-rank.                      | NR / Nie-rank.               | Turniej nie był zaliczany jako rankingowy. | Turniej nie był zaliczany jako rankingowy.                                          | Turniej nie był zaliczany jako rankingowy. | Turniej nie był zaliczany jako rankingowy. |
| R / Rank.                           | R / Rank.                    | Turniej był zaliczany jako rankingowy.     | Turniej był zaliczany jako rankingowy.                                              | Turniej był zaliczany jako rankingowy.     | Turniej był zaliczany jako rankingowy.     |
| MR / Minor-Rank.                    | MR / Minor-Rank.             | Turniej był zaliczany jako minor ranking.  | Turniej był zaliczany jako minor ranking.                                           | Turniej był zaliczany jako minor ranking.  | Turniej był zaliczany jako minor ranking.  |

## Finały w karierze

### Finały amatorskie: 3 (2-1)
| Rezultat  |    | Rok  | Turniej                                    | Przeciwnik    | Wynik |
| --------- | -- | ---- | ------------------------------------------ | ------------- | ----- |
| Finalista | 1. | 2008 | Junior Pot Black                           | Jason Devaney | 0–1   |
| Zwycięzca | 1. | 2012 | Welsh Amateur Championship                 | Elfed Evans   | 8–4   |
| Zwycięzca | 2. | 2013 | Mistrzostwa Świata IBSF w Snookerze 6-Reds | Michael Judge | 6–4   |